# ساتوس (واشینگتن)
ساتوس (به انگلیسی: Satus) یک منطقهٔ مسکونی در ایالات متحده آمریکا است که در شهرستان یاکیما، واشینگتن واقع شده‌است. ساتوس ۱۷۹٫۴ کیلومتر مربع مساحت و ۷۴۶ نفر جمعیت دارد و ۲۰۵ متر بالاتر از سطح دریا واقع شده‌است.